# Devèze
Devèze é uma comuna francesa na região administrativa de Occitânia, no departamento dos Altos Pirenéus. Estende-se por uma área de 5,05 km². Em 2010 a comuna tinha 56 habitantes (densidade: 11,1 hab./km²).